# Anna Golubeva
Anna Igorevna Golubeva (født 14. december 1993 i Toljatti, Rusland) er en kvindelig russisk håndboldspiller som spiller for russiske Lada Togliatti i den Russiske Superliga. Hendes primær rolle hos Lada, er i midterforsvaret. Hun har tidligere spillet for slovakiske IUVENTA Michalovce.
I den russiske Superliga har hun været med til at vinde sølv i 2015 og tre bronzemedaljer i 2011, 2012 og 2021. Derudover også én enkelt sølvmedalje i den russiske pokalturnering, fra 2015 og to sølvmedaljer. Hun var også med til at vinde EHF Cup i 2012.

## Meritter
- Russisk Superliga
  - Sølv: 2019
  - Bronze: 2011, 2012, 2021
- Russiske pokalturnering
  - Sølv: 2015
  - Bronze: 2010, 2012, 2013
- EHF Cup
  - Vinder: 2012